# Lipcowe Fenicydy
Lipcowe Fenicydy (PHE) – coroczny rój meteorów pojawiający się od 10 do 16 lipca. Jego radiant znajduje się w gwiazdozbiorze Feniksa. Maksimum roju przypada na 13 lipca, a jego aktywność jest zmienna. Prędkość w atmosferze meteorów tego roju to 47 km/s.
Pierwszej oficjalnej obserwacji Lipcowych Fenicydów dokonał A.A. Weiss, gdzieś w okresie 12-17 lipca 1957 roku w Adelaide Observatory na południu Australii.
Rój nie jest widoczny z terytorium Polski.